# Équipe de la Communauté des États indépendants de football
Maillots
L'équipe de la Communauté des États indépendants (Russe : Содружество Независимых Государств), active de janvier à juin 1992, était une équipe constituée des meilleurs footballeurs de la Communauté des États indépendants (qui regroupait douze anciennes républiques soviétiques ayant accédé à l'indépendance après la chute de l'Union soviétique), prenant ainsi le relais de l'équipe d'Union soviétique, en lieu et place de cette dernière.

## Histoire
La Fédération de football association de la CEI est créée le 11 janvier 1992 en remplacement de la Fédération de football d'URSS disparue le 1er janvier 1992 afin que l'équipe d'ex-URSS puisse, sous une nouvelle bannière, terminer la saison en cours et disputer l'Euro. La FIFA officialise l'opération le 13 janvier. Seules l'Estonie, la Lettonie et la Lituanie ne faisaient pas partie de la CEI.
Durant sa courte existence, l'équipe ne connait qu'un seul entraîneur : Anatoli Bychovets. La principale raison d'être de l'équipe de la CEI était d'assurer l'intérim jusqu'en juin en participant au Championnat d'Europe 1992, pour lequel l'équipe d'Union soviétique s'était qualifiée, alors que les nations nouvellement indépendantes issues de l'URSS préparaient déjà la mise sur pied de leur propre équipe. Lors de ce tournoi européen, la CEI ne parvient pas à s'imposer et finit dernière de sa poule avec deux points. Disputé le 18 juin 1992, le match de la dernière journée du premier tour signe la fin de l'équipe de la CEI, et par extension la fin véritable de celle d'URSS, sévèrement battue par l'Écosse (3-0). 
L'équipe de la CEI est chronologiquement la quatrième équipe officielle à représenter le territoire russe après celles de l'Empire russe (1911-1914), de RSFSR (1923) et d'URSS (1924-1991).

## Équipes nationales formant l'équipe de la CEI
| Arménie      | Équipe d'Arménie de football       | UEFA                        |
| Azerbaïdjan  | Équipe d'Azerbaïdjan de football   | UEFA                        |
| Biélorussie  | Équipe de Biélorussie de football  | UEFA                        |
| Géorgie      | Équipe de Géorgie de football      | UEFA                        |
| Kazakhstan   | Équipe du Kazakhstan de football   | AFC (puis UEFA depuis 2002) |
| Kirghizistan | Équipe du Kirghizistan de football | AFC                         |
| Moldavie     | Équipe de Moldavie de football     | UEFA                        |
| Ouzbékistan  | Équipe d'Ouzbékistan de football   | AFC                         |
| Russie       | Équipe de Russie de football       | UEFA                        |
| Tadjikistan  | Équipe du Tadjikistan de football  | AFC                         |
| Turkménistan | Équipe du Turkménistan de football | AFC                         |
| Ukraine      | Équipe d'Ukraine de football       | UEFA                        |

## Équipe de l'Euro 1992
Entraîneur : Anatoli Bychovets
| N° | Nom                     | Pays d'origine   | Poste     | Date de naissance          | Club              | Sélection(s) |
| 1  | Dmitri Kharine          | Russie           | Gardien   | 16 août 1968 (23 ans)      | FK CSKA Moscou    | 12           |
| 2  | Andreï Tchernychov      | Russie           | Défenseur | 7 janvier 1968 (24 ans)    | Spartak Moscou    | 23           |
| 3  | Kakhaber Tskhadadze     | Géorgie          | Défenseur | 7 septembre 1968 (23 ans)  | Spartak Moscou    | 5            |
| 4  | Akhrik Tsveiba          | Géorgie / Russie | Défenseur | 10 septembre 1966 (25 ans) | Dynamo Kiev       | 22           |
| 5  | Oleg Kuznetsov          | Ukraine          | Défenseur | 22 mars 1963 (29 ans)      | Glasgow Rangers   | 60           |
| 6  | Igor Chalimov           | Russie           | Milieu    | 2 février 1969 (23 ans)    | US Foggia         | 23           |
| 7  | Alexeï Mikhaïlitchenko  | Ukraine          | Milieu    | 30 mars 1963 (29 ans)      | Glasgow Rangers   | 38           |
| 8  | Andreï Kanchelskis      | Ukraine / Russie | Milieu    | 23 janvier 1969 (23 ans)   | Manchester United | 20           |
| 9  | Sergueï Aleinikov       | Biélorussie      | Milieu    | 7 novembre 1961 (30 ans)   | US Lecce          | 75           |
| 10 | Igor Dobrovolski        | Ukraine / Russie | Milieu    | 27 août 1967 (24 ans)      | Servette FC       | 26           |
| 11 | Sergei Yuran            | Ukraine / Russie | Attaquant | 11 juin 1969 (22 ans)      | SL Benfica        | 13           |
| 12 | Stanislav Tchertchessov | Russie           | Gardien   | 2 septembre 1963 (28 ans)  | Spartak Moscou    | 10           |
| 13 | Sergueï Kiriakov        | Russie           | Attaquant | 1er janvier 1970 (22 ans)  | Dynamo Moscou     | 8            |
| 14 | Vladimir Liuty          | Ukraine          | Attaquant | 20 avril 1962 (30 ans)     | MSV Duisbourg     | 5            |
| 15 | Igor Kolyvanov          | Russie           | Attaquant | 6 mars 1968 (24 ans)       | US Foggia         | 22           |
| 16 | Dmitri Kuznetsov        | Russie           | Milieu    | 28 août 1965 (26 ans)      | RCD Espanyol      | 17           |
| 17 | Igor Korneïev           | Russie           | Milieu    | 4 septembre 1967 (24 ans)  | RCD Espanyol      | 5            |
| 18 | Viktor Onopko           | Russie           | Défenseur | 14 octobre 1969 (22 ans)   | Spartak Moscou    | 1            |
| 19 | Igor Lediakhov          | Russie           | Milieu    | 22 mai 1968 (24 ans)       | Spartak Moscou    | 7            |
| 20 | Andreï Ivanov           | Russie           | Défenseur | 6 avril 1967 (25 ans)      | Spartak Moscou    | 3            |